# Arend Heyting
Arend Heyting (ur. 9 maja 1898 w Amsterdamie, zm. 9 lipca 1980 w Lugano w Szwajcarii) – holenderski matematyk i logik. Przyczynił się do powstania podstaw logiki intuicjonistycznej, czyniąc z tej ostatniej dział logiki matematycznej. 
Student L.E.J. Brouwera na Uniwersytecie w Amsterdamie. Jego pomysły były jednak do tego stopnia niezgodne z pierwotnymi zamierzeniami Brouwera, że nazwał on prace Heytinga „jałowymi ćwiczeniami”. Był członkiem Królewskiej Holenderskiej Akademii Sztuk i Nauk. 